# Stan Stângaciu

Generalul Stan Stângaciu, comandant al Jandarmeriei Române.

Stan Stângaciu (n. 11 septembrie 1942, Giurgiu - m. 21 decembrie 2018, București) a fost un general român care a îndeplinit funcția de comandant al Jandarmeriei Române (1996-1999).

## Biografie
Absolvent al Școlii de Ofițeri M.I. - arma Trupe de securitate în 1964, al Academiei Militare în 1972, al cursului postacademic și al Colegiului Superior de Stat major. În anul 1997 a absolvit Colegiul Național de Apărare, iar în anul 1996 a devenit doctor în Științe militare. Colonel - 1990, general maior - septembrie 1993.
Comandant de pluton, companie, șef de stat major de batalion de securitate, ofițer specialist în Comandamentul Trupelor de Securitate între 1973 - 1981. Comandant al Batalionului 3 Securitate între 1981 - 1990 și al Brigăzii 17 Jandarmi (septembrie 1990 - ianuarie 1996).
În perioada ianuarie 1996 - ianuarie 1999, generalul Stângaciu a îndeplinit funcția de comandant al Jandarmeriei Române. A fost înaintat la gradul de general de divizie (cu 2 stele) la 22 noiembrie 1996 . 
Cu prilejul Seminarului Internațional "Surse de insecuritate în Balcani", generalul Stan Stângaciu, a declarat că pe teritoriul României acționau ilicit cel puțin opt grupări teroriste ("Hezbollah", "Frații Musulmani", "Grupările Sioux", "Frontul de Vest", "IRA", "Abu Nidal", "Frontul de eliberare a Palestinei", "Partidul Muncitorilor din Kurdistan"), organizațiile teroriste occidentale "2 Iunie", "Brigăzile Roșii", "Ordinea Nova", precum și unele structuri de tip mafiot, "Triadele chinezești", "Rakeții ucrainieni", "Familiile Mafiote" italiene sau autohtone .
În timpul Mineriadei din ianuarie 1999, deoarece generalul Stan Stângaciu nu reușise să elaboreze un plan de acțiune care să oprească la Costești înaintarea minerilor lui Miron Cozma, generalul Anghel Andreescu a fost numit în funcția de comandant al Jandarmeriei Române (1999-2001) pentru a gestiona acest moment de criză . Generalul Stângaciu a fost pus la dispoziția ministrului de interne. 
În aprilie 1999, el a fost numit consilier al ministrului de interne. În perioada ianuarie 2001 - decembrie 2003,  generalul Stan Stângaciu a comandat Comandamentul de Jandarmi Teritorial Ploiești. Generalul Stan Stângaciu a fost trecut în rezervă cu gradul de general de divizie la data de 31 decembrie 2003 .
Generalul în rezervă Stan Stângaciu a fost înaintat la gradul de general-locotenent (cu 3 stele) în rezervă la 1 decembrie 2004 .

## Lucrări publicate
- Strategia combaterii terorismului și diversiunii (Ed. M.I., 1996)